# Бердяуш
Бердяуш (рос. Бердяуш) — робітниче селище в Саткинському районі Челябінської області Російської Федерації.
Населення становить 5018 осіб (2017). Входить до складу муніципального утворення Бердяуське сільське поселення.

## Історія
Згідно із законом від 17 листопада 2004 року органом місцевого самоврядування є Бердяуське сільське поселення .

## Населення
| 1959   | 1970  | 1979  | 1989  | 2002  | 2005  | 2006  |
| ------ | ----- | ----- | ----- | ----- | ----- | ----- |
| 11 186 | ↘9133 | ↘7792 | ↘6530 | ↘5672 | ↘5487 | ↘5354 |
| 2007   | 2008  | 2009  | 2010  | 2011  | 2012  | 2013  |
| ↘5335  | ↗5347 | ↘5155 | ↗5304 | ↘5289 | ↘5223 | ↘5155 |
| 2014   | 2015  | 2016  | 2017  |       |       |       |
| ↘5112  | ↘5071 | ↘5017 | ↗5018 |       |       |       |